# Air Kemang
Air Kemang is een bestuurslaag in het regentschap Bengkulu Selatan van de provincie Bengkulu, Indonesië. Air Kemang telt 747 inwoners (volkstelling 2010).